# Павловское военное училище

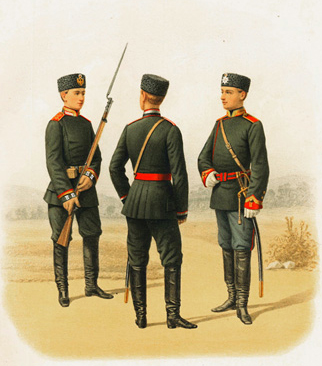
Фельдфебель Николаевского Инженерного Училища и Юнкер Николаевского Кавалерийского Училища. Юнкер 1-го Павловского Военного Училища. 1882 г.

Па́вловское вое́нное учи́лище (1794 — 6 ноября 1917) — пехотное военное училище Российской империи, в Петербурге. До 1894 года существовали следующие учреждения:
1794 — 09.10.1797 — Гатчинский сиротский дом;
09.10.1797 — 23.12.1798 — Дом военного воспитания;
23.12.1798 — 19.02.1829 — Императорский военно-сиротский дом;
19.02.1829 — 25.08.1863 — Павловский кадетский корпус;
16.09.1863 — 1894 — 1-е военное Павловское училище.
Храмовый праздник училища — 21 мая, в день памяти Святых Равноапостольных Константина и Елены.
Училищный праздник — 23 декабря.

## История училища

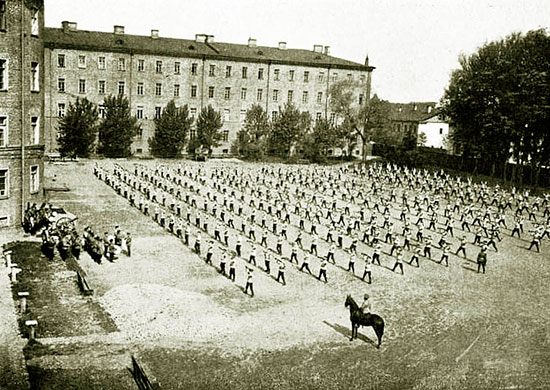
Плац 1-го военного Павловского училища. Фотография 1908 г.

Создано в августе 1863 года по указу императора Александра II из специальных классов Павловского кадетского корпуса, передавшего училищу своё знамя. Начальником училища назначен будущий военный министр генерал-майор Пётр Семёнович Ванновский. Училищу было передано здание и архив 1-го кадетского корпуса.
Обучение было двухгодичным. Штат училища составлял 300 юнкеров — батальон 4-ротного состава. С 1882 года штат был увеличен до 400 юнкеров. С началом Первой мировой войны училище перешло к практике 4-месячных ускоренных выпусков. Штат училища был увеличен до 1000 юнкеров. В училище принимались:
а) кадеты, окончивших кадетские корпуса
б) на вакансии — молодые люди не моложе 17 лет, удовлетворяющие условиям поступления в корпуса и имеющие аттестат о знании полного курса кадетских корпусов или других средних учебных заведений.
В училище преподавались следующие предметы: тактика, военная история, артиллерия, фортификация, военная топография, законоведение, военная администрация, Закон Божий, русский, французский и немецкий языки, механика и химия. На лето училище выходило в лагеря в Красное Село.
Окончившие курс делились на 3 разряда:
- 1-й разряд — имевшие в среднем не менее 8 баллов и в знании строевой службы не менее 10 — выпускались в части армейской пехоты подпоручиками с одним годом старшинства; из них лучшие — с прикомандированием к гвардии;
- 2-й разряд — имевшие в среднем не менее 7 баллов и в знании строевой службы не менее 9 — выпускались в части армейской пехоты без старшинства;
- 3-й разряд — не удовлетворявшие условиям 2-го разряда — переводились в части армейской пехоты унтер-офицерами с правом производства в подпоручики не ранее чем через 5 месяцев.

Признанные негодными к военной службе выпускались с присвоением гражданских чинов XII класса (1-го разряда) или XIV класса (2-го и 3-го разряда). Окончившие курс были обязаны прослужить полтора года за каждый год пребывания в училище. Юнкера и выпускники Павловского военного училища носили прозвище «павлон» и сами также пользовались этим прозвищем.
С мая 1864 года первой роте присвоено имя Его Императорского величества, поскольку шефство над училищем принял российский император. С февраля 1874 года вторым шефом училища являлся наследник-цесаревич.
Приказом по военному ведомству от 13 августа 1894 года № 188 в связи с преобразованием 2-го Константиновского училища в артиллерийское, 1-е военное Павловское училище было переименовано в Павловское военное училище без присвоения нумерации.
За 50 лет существования училище подготовило 7730 офицеров, 52 выпускника стали кавалерами ордена Святого Георгия, 124 выпускника погибли на полях сражений. К 1913 году 1/4 состава наличных офицеров Генерального штаба состояла из бывших «павловцев».
В октябрьских боях в Петрограде училище не принимало участия, ибо в ночь на 25 октября было окружено солдатами запасного Гренадерского полка и красногвардейцами Путиловского и Обуховского заводов, и под угрозой пулемётного огня разоружено. Весь командный состав вместе с начальником училища генералом Мельниковым был арестован и отправлен в Петропавловскую крепость. 6 ноября 1917 года училище было расформировано.

## Расположение
С декабря 1856 г. Павловский Кадетский Корпус располагался в здании казарм Дворянского полка, по адресу улица Большая Спасская (ныне — ул. Красного Курсанта), дом № 21. Здание было построено в 1833—1837 годах архитектором А. Е. Штаубертом, и дважды перестраивалось: в 1842—1843 годах архитектором Г. М. Ивановым, и в 1851 году архитектором П. Л. Виллерсом. Домовая церковь Павловского Военного училища была построена в 1847 году архитектором Е. И. Диммертом. Домовая церковь Свв. Константина и Елены; храмовый праздник 21 мая.
С 16 сентября 1864 года до 24 ноября 1887 года училище располагалось в Санкт-Петербурге напротив 1-й линии ВО в зданиях 1-го Кадетского корпуса на Васильевском острове рядом с Меншиковским дворцом.
В связи с началом во дворце ремонтных работ, 24 ноября 1887 года училище снова было переведено на Петербургскую сторону, в здание бывшего Дворянского полка, где и находилось до расформирования в ноябре 1917 года.

## Знаки отличия
23 декабря 1898 года училищу пожаловано юбилейное знамя образца 1883 года: белое полотнище с красной каймой. С одной стороны образ св. Константина и Елены, с другой в середине вензель Императора Николая II с короной, а по углам 4 двуглавых орла, на этой же стороне прямой крест на нижнем конце с надписью «1798—1898». Юбилейные ленты Андреевские и на них следующие надписи: на банте «1898 год»; на одном конце ленты «1898 г. Павловское Военное Училище»; на обратной стороне этой же ленты, у нижнего конца — двуглавый орёл; на другом конце ленты: «1798 г. Им. В. С. Д., 1829 г. ППК, 1863 г. ПВУ»; на этой же ленте — металлические вензеля императоров Павла I, Николая I и Александра II. На скобе — те же надписи, что и на обоих концах ленты. Навершие знамени — двуглавый орёл на шаре. Древко жёлтого цвета. Навершие, скоба, гвозди — золочёные. Судьба знамени неизвестна.

## Нагрудный знак
Утверждён 7 декабря 1898 года к юбилею училища. Представлял собой соединённые вензеля императоров Павла I и Николая II, окружённые венком из дубовых и лавровых листьев. Внизу на банте — серебряное число «100». Знак золотой, делался в двух размерах.

## Марш училища
Под знамя Павловцев мы дружно поспешим,
За славу Родины всей грудью постоим!
Мы смело на врага,
За русского царя,
На смерть пойдём вперёд,
Своей жизни не щадя!!!
Рвётся в бой славных Павловцев душа…
Под знамя Павловцев мы дружно поспешим,
За славу Родины всей грудью постоим!
Мы смело на врага,
За русского царя,
На смерть пойдём вперёд,
Своей жизни не щадя!!!
Рвётся в бой славных Павловцев душа…
Мы смело в наступлении победу завоюем,
Погнём штыки опасности и славу всем добудем,
Вперёд, смелей друзья!
На штык и на ура, коли, руби, гони врага,
Умрём и победим, за славу русского царя
Шефу нашему, державному могучее Ура!!!!
Мы смело в наступлении победу завоюем,
Погнём штыки опасности и славу всем добудем,
Вперёд, смелей друзья!
На штык и на ура, коли, руби, гони врага,
Умрём и победим, за славу русского царя
Шефу нашему, державному могучее Ура!!!

## Начальники училища
- 1798—9.01.1805 — майор (позже — полковник, генерал-майор с 12.06.1803) Веймарн, Петр Евстафьевич[7]
- 8.06.1805—09.1814 — подполковник (полковник с 1811) Ген, Фёдор Иванович (Геен)
- 22.05.1815 (в др. месте — 1.03.1815) — 11.02.1828 — полковник (с 30.08.1816 — генерал-майор) Арсеньев, Никита Васильевич
- 11.02.1828—1847 — генерал-майор Клингенберг, Карл Фёдорович
- 1843—1847 — генерал-лейтенант Клюпфель, Владислав Филиппович
- 1847—1851 — генерал-майор Языков, Пётр Александрович
- 1851—1861 — генерал-лейтенант Мейнандер, Отто Иванович
- 31.10.1861—13.07.1868 — генерал-майор Ванновский, Пётр Семёнович
- 13.07.1868—1879 — полковник (с 1869 — генерал-майор) Пригоровский, Александр Васильевич
- 18.10.1879—17.09.1886 — генерал-майор (с 02.1880 генерал-майор Свиты ЕИВ, с 1883 генерал-лейтенант) Акимов, Василий Петрович
- 1886—1890 — генерал-майор Рыкачёв, Степан Васильевич
- 1890—1897 — генерал-майор (с 1896 генерал-лейтенант) Дембовский, Леонид Матвеевич
- 20.02.1897—1899 — генерал-майор Драке, Людвиг Людвигович
- 28.08.1899—24.11.1901 — генерал-майор Шатилов, Николай Павлович
- 14.12.1901—20.04.1905 — генерал-майор Дубасов, Николай Васильевич
- 27.04.1905—24.01.1914 — генерал-майор (с 6.12.1910 — генерал-лейтенант) Хабалов, Сергей Семёнович
- 26.01.1914—21.10.1917 — генерал-майор (с 06.12.1914 — генерал-лейтенант) Вальберг, Иван Иванович
- с 21.10.1917 — генерал-майор Генерального Штаба (с 1916) Мельников, Дмитрий Антонович

## Известные выпускники
См. также: Выпускники Павловского военного училища
- Абрамович-Барановский, Сергей Семёнович (1885) — выпущен офицером в Кронштадтскую крепостную артиллерию.
- Агаларов, Ильяс-бек (1881) — выпущен подпоручиком в 13-й лейб-гренадерский Эриванский Его Величества полк
- Агапеев, Всеволод Николаевич (1896) — выпущен подпоручиком в 39-ю артиллерийскую бригаду.
- Азарьев, Александр Николаевич (1892) — выпущен подпоручиком в Виленский 52-й пехотный полк.
- Алиев, Иван Михайлович (1916)
- Антонов, Алексей Иннокентьевич — выпущен прапорщиком в лейб-гвардии Егерский полк.
- Армадеров, Георгий Александрович — выпущен подпоручиком во Лейб-гвардии 2-й стрелковый Царскосельский полк.
- Артамонов, Виктор Алексеевич — выпущен в лейб-гвардии Волынский полк.
- Архипов, Иван Полуэктович (1915) — выпущен прапорщиком в 484-й пехотный Бирский полк.
- Балуев, Пётр Семенович (1876) — выпущен в Александропольскую крепостную артиллерию.
- Бахтин, Александр Николаевич (1906) — выпущен в 1-й Финляндский стрелковый полк.
- Беляков, Николай Фёдорович
- Болдырев, Василий Ксенофонтович (1871) — выпущен подпоручиком в лейб-гвардии Финляндский полк.
- Боровский, Александр Александрович (1896) — выпущен в лейб-гвардии Литовский полк.
- Бредов, Фёдор Эмильевич (1903) — выпущен подпоручиком в лейб-гвардии Финляндский полк.
- Будберг, Алексей Павлович — выпущен в 3-ю гвардейскую гренадерскую артиллерийскую бригаду.
- Витковский, Владимир Константинович (1905) — выпущен в лейб-гвардии Кексгольмский полк.
- Вольский, Сигизмунд Викторович (1872) — выпущен в чине подпоручика в 13-й Эриванский лейб-гренадерский полк.
- Гайтабашы, Абдулгамид-бек (1908) — выпущен подпоручиком в 261-й пехотный резервный Шемахинский полк.
- Гангардт, Николай Иванович (1865) — выпущен старшим корнетом в 14-й гусарский Митавский Его Королевского Высочества принца Прусского Альберта Младшего полк.
- Глобачев, Константин Иванович (1889) — выпущен в чине подпоручика в Кексгольмский гренадерский Императора Австрийского полк.
- Горбатовский, Владимир Николаевич (1870) — выпущен в 5-й гренадерский Киевский полк
- Дроздовский, Михаил Гордеевич (1901) — выпущен в чине подпоручика в Волынский лейб-гвардии полк.
- Жигмонт, Семён Осипович — выпущен прапорщиком в лейб-гвардии Финляндский полк.
- Зощенко, Михаил Михайлович (1915) — выпущен прапорщиком по армейской пехоте в распоряжение штаба Киевского военного округа, после командировки в 106-й пехотной запасной батальон направлен на укомплектование 16-го гренадерского Мингрельского полка.
- Искрицкий, Евгений Андреевич (1892) — выпущен в чине подпоручика в 11-ю артиллерийскую бригаду.
- Калитин, Павел Петрович (1865) — выпущен подпоручиком в Оренбургский линейный батальон.
- Караев, Георгий Николаевич (1912) — выпущен подпоручиком в 145-й Новочеркасский пехотный полк.
- Кияшко, Андрей Иванович (1881) — выпущен в чине хорунжего в 1-й Таманский конный полк Кубанского казачьего войска.
- Климович, Евгений Константинович (1891) — выпущен подпоручиком в 69-й пехотный Рязанский полк.
- Клюев, Николай Алексеевич (1879) — выпущен в чине прапорщика в лейб-гвардии Волынский полк.
- Кундухов, Муса Алхасович — определён корнетом по кавалерии в Отдельный Кавказский корпус.
- Краснов, Пётр Николаевич (1889) — выпущен в лейб-гвардии Атаманский полк.
- Крымов, Александр Михайлович (1892) — выпущен подпоручиком в 6-ю артиллерийскую бригаду.
- Куропаткин, Алексей Николаевич (1866) — выпущен подпоручиком в 1-й Туркестанский стрелковый батальон.
- Кучинев, Владимир Георгиевич (1914) — выпущен прапорщиком в 4-й Финляндский стрелковый полк.
- Ломан, Дмитрий Николаевич (1892) — выпущен в 145-й Новочеркасский пехотный полк.
- Ломновский, Пётр Николаевич (1891) — выпущен в лейб-гвардии Волынский полк.
- Максимович, Анатолий Александрович (1868) — после выпуска поступил в Николаевское инженерное училище, в дальнейшем — генерал-майор инженерных войск.
- Мартсон, Фёдор Владимирович (1873) — выпущен подпоручиком с прикомандированием к лейб-гвардии Волынскому полку.
- Мартос, Николай Николаевич (1877) — выпущен подпоручиком в лейб-гвардии Волынский полк.
- Мартынов, Василий Патрикеевич (1882) — выпущен в чине хорунжего в строевой комплект Уральского казачьего войска
- Машков, Виктор Федорович — первый официальный представитель России в Эфиопии.
- Мищенко, Павел Иванович (1871) — выпущен прапорщиком в 38-ю артиллерийскую бригаду.
- Надсон, Семён Яковлевич (1882) — выпущен подпоручиком в Каспийский полк, расквартированный в Кронштадте.
- Наливкин, Владимир Петрович — отказавшись служить в гвардии, был выпущен в 1-й Оренбургский казачий полк.
- Нагаев, Николай Васильевич — выпущен во 2-й гвардейский стрелковый батальон.
- Осецкий, Александр Викторович (1894) — выпущен в 59-й пехотный Люблинский полк.
- Озаровский, Александр Эрастович (1881) — выпущен в звании прапорщика в Николаевскую крепость.
- Пантюхов, Олег Иванович (1901) — выпущен в Лейб-гвардии 1-й Е. В. стрелковый батальон
- Пепеляев, Анатолий Николаевич (1910) — выпущен в чине подпоручика в 42-й Сибирский стрелковый полк.
- Петров, Всеволод Николаевич (1902) — выпущен в чине подпоручика в Симбирский 24-й пехотный полк.
- Покровский, Виктор Леонидович (1908) — выпущен подпоручиком в 10-й гренадерский Малороссийский полк.
- Пунин, Леонид Николаевич — выпущен подпоручиком в 94-й Енисейский пехотный полк.
- Руммель, Кароль (1908)
- Скородумов, Михаил Фёдорович (1912) — выпущен в лейб-гвардии Павловский полк.
- Слащёв, Яков Александрович (1905) — выпущен в лейб-гвардии Финляндский полк.
- Слухоцкий, Евгений Людвигович (1888) — выпущен в чине подпоручика в 74-й пехотный Ставропольский полк.
- Сорокин, Павел Николаевич (1816—1889) — русский генерал, герой русско-турецкой войны 1877—1878 годов.
- Спиридович, Александр Иванович (1893) — выпущен офицером в Оренбургский 105-й пехотный полк, затем перешёл в Охранное отделение; генерал-майор Корпуса жандармов и начальник Императорской дворцовой охраны.
- Стессель, Анатолий Михайлович (1866) — выпущен офицером.
- Таубе, Фёдор Фёдорович (1877) — выпущен подпоручиком в 34-й пехотный Севский Его Императорского Величества наследника принца Австрийского полк.
- Толкушкин, Пётр Иванович (1868) — выпущен в чине подпоручика в Кексгольмский гренадерский Императора Австрийского полк.
- Томашевский, Николай Константинович (1873) — выпущен прапорщиком в 19-ю артиллерийскую бригаду.
- Унгерн фон Штернберг, Роман Фёдорович (1908) — выпущен хорунжим в Забайкальское казачье войско.
- Шиллинг, Николай Николаевич (1890) — выпущен в Лейб-гвардии Измайловский полк.
- Шульц, Оскар[фин.] (1892) — русский, финский литературовед, лектор Хельсинкского университета; исследователь творчества Ф. М. Достоевского
- Ээнпалу, Каарел (1917). В 1917—1918 командовал сформированным под его руководством 5-м батальоном 1-й эстонской артиллерийской бригады.